# Episodi di Locke & Key (seconda stagione)
La seconda stagione della serie televisiva Locke & Key, composta da 10 episodi, è stata interamente distribuita su Netflix il 22 ottobre 2021, in tutti i territori in cui il servizio è disponibile.
| nº | Titolo originale       | Titolo italiano         | Pubblicazione   |
| -- | ---------------------- | ----------------------- | --------------- |
| 1  | The Premiere           | La prima                | 22 ottobre 2021 |
| 2  | The Head and the Heart | La testa e il cuore     | 22 ottobre 2021 |
| 3  | Small World            | Piccolo mondo           | 22 ottobre 2021 |
| 4  | Forget Me Not          | Non ti scordar di me    | 22 ottobre 2021 |
| 5  | Past is Prologue       | Il passato è il prologo | 22 ottobre 2021 |
| 6  | The Maze               | Il labirinto            | 22 ottobre 2021 |
| 7  | Best Laid Plans        | Un piano ben congegnato | 22 ottobre 2021 |
| 8  | Irons in the Fire      | Ferro e fuoco           | 22 ottobre 2021 |
| 9  | Alpha & Omega          | Alfa e omega            | 22 ottobre 2021 |
| 10 | Cliffhanger            | Con il fiato sospeso    | 22 ottobre 2021 |

## La prima
Nel passato, durante la loro fuga dai nemici, alcuni soldati entrano in una grotta e scoprono un portale dimensionale che emette dei proiettili luminosi, ovvero l'ingresso di quella che in futuro sarà la Porta Nera. Un soldato viene colpito da un proiettile-demone, diventando molto forte e violento, ma ricade dentro al portale. Il capitano, impressionato dall’aumento di forza del sottoposto, decide di farsi colpire e diventare così il primo demone sulla terra. 
Durante l'estate, i Locke continuano le loro vite a Matheson alle prese le chiavi, di cui continuano ad esplorare il potere, come per esempio la Chiave Animale, che permette di tramutarsi in un animale specifico se si attraversa una gattaiola, e la chiave Ercole che, se inserita all’interno di una cintura, dona all’utilizzatore una super forza. Tyler continua a frequentare Jackie e scopre che con l'avvicinarsi del suo 18º compleanno, la ragazza sta cominciando a dimenticare l'esistenza delle chiavi e della magia. Nel frattempo, Nina aiuta invano lo sceriffo nella ricerca di Ellie, essendo stata lei ad essere scaraventata all’interno della Porta Nera, e non Dodge, che invece ha assunto le sembianze di Gabe. Quest’ultimo comincia così a lavorare con Eden, la quale è ormai un demone a tutti gli effetti, aiutandola a nascondere il cadavere del ragazzo dei popcorn che Eden ha ucciso alla prima del film della Savini Squad. I due cominciano così a fondere alcuni dei proiettili fuoriusciti dalla Porta Nera per forgiare evidentemente una nuova chiave. 

## La testa e il cuore
Tyler si preoccupa per la memoria di Jackie. Gabe cerca di avere informazioni sulle chiavi dalla famiglia Locke. Nina fa un incontro con un maschilista dove lavora.

## Piccolo mondo
Duncan è a disagio con la nuova ospite  a Key House. Gabe cerca di rovinare il rapporto fra Kinsey e Scot. Bode trova una strana chiave e Nina si avvicina amichevolmente a Josh.

## Non ti scordar di me
Quando Duncan inizia a peggiorare emotivamente, Gabe ha uno scontro con un Locke. Tyler fa una sorpresa per il suo compleanno a Jackie, mentre Kinsey deve affrontare le sue paure.

## Il passato è il prologo
Gabe aiuta Tyler per trovare la chiave della memoria, mentre Kinsey cerca di capire cosa sta avvenendo a Eden. Bode va a trovare un vecchio amico Rufus tramite la chiave Ognidove.

## Il labirinto
Al Winter Fest annuale, Kinsey cerca di stare calma con Gabe. Mentre la chiave trovata da Bode e Duncan potrebbe aiutarli a sconfiggere Dodge.

## Un piano ben congegnato
I Locke attuano un piano per intrappolare i nemici alla Key House, Kinsey interpreta molto bene le sue doti di attrice. Josh è adirato per il reperto scomparso.

## Ferro e fuoco
Con la scoperta delle origini della magia dei Locke, Tyler e Kinsey cercano di difendersi  e proteggere i loro cari, dal gruppo di demoni creati  e controllati da Gabe.

## Alfa e Omega
Tyler cerca di trovare un modo per aiutare Jackie, ormai diventata un demone. Gabe dà un ultimatum a Kinsey. Eden comanda Josh e Nina cerca di farsi aiutare.

## Con il fiato sospeso
Gravi minacce e una grande perdita subita, portano la famiglia Locke a scontrarsi con Dodge. Bode invece alla Key House è alle prese con un ospite scioccante.